# Gábos Kornélia
Gábos Kornélia, Gábos Nelly (férjezett nevén Farkas Józsefné) (Pest, 1868. november 28. – Szabadka, 1940. április 29.) opera-énekesnő (szoprán) és énektanár.

## Élete
Szabó édesapja a Nemzeti Színház, ill. megnyitása után az Operaház jelmeztárosa („főruhatárnok”) volt. Két házasságából számos gyermek született, Katica lánya 1872 és 1900 között a két intézményben volt „kórista”.
Kornéliát 1888-ban, Gustav Mahler igazgatósága idején szerződtette szólistaként az Opera. Az év október 27-én debütált Urbain szerepében Meyerbeer Hugenottákjában. Néhány év múlva az Operában gyakran megforduló, akkor még komolyzenével foglalkozó Buttykay Ákos (1871–1935) teherbe ejtette a lányt. Az apaságot nem vállalta, Gábos Nelly kellően „biztonságos távolságra”, Fiumébe utazott megszülni gyermekét. 1898-ban megszűnt a leányanya operai foglalkoztatása. Egy évtized alatt szubrettszerepek tucatjait énekelte el. Ez év májusában még fellépett Postás Milkaként Carl Zeller Madarászában a Fővárosi Nyári Színházban. Ősszel Szabadkára költözött, és Pesti Ihász Lajos társulatával népszínművekben lépett fel.
Hamarosan házasságot kötött Farkas József helyi mérnökkel, aki hajlandó volt örökbe fogadni „törvénytelen” gyermekét. Férje korai halála miatt kénytelen volt állást vállalni a szabadkai zeneiskolában. Tanítványai közt volt Budanovits Mária is. Még idős korában is szerepelt a városban tartott koncerteken.

| „                    | Láttam valami elragadóan bájosat és tragikus illatút: a bohém anyát. Farkasné nincs még 40 éves, nem látszik 30-nál többnek, és most is tipikus színésznő-temperamentum. Társasága fiának barátai, azokkal szokott mulatni, az öregebbeket unja. | ” |
| – Balázs Béla (1915) | |   |

Halála után festőművésznek tanult fia alkohol- és kábítószer-függősége súlyosbodott, majd öngyilkos lett.

## Szerepei
- Adolphe Adam: A nürnbergi baba – Berta
- Daniel Auber: A portici néma – Udvarhölgy
- Daniel Auber: Kőműves és lakatos – Zobeide
- Daniel Auber: A fekete dominó – Brigitta
- Vincenzo Bellini: Az alvajáró – Liza
- Georges Bizet: Carmen – Frasquita; Mercédes
- Léo Delibes: Lakmé – Miss Ellen
- Gaetano Donizetti: Lammermoori Lucia – Alisa
- Eibert Imre: Tamóra – Azóth
- Erkel Ferenc: Hunyadi László – Hunyadi Mátyás; Egy hölgy
- Erkel Sándor: Hazánk – Egy fiatal lány
- Friedrich von Flotow: Márta – Első cselédlány
- Goldmark Károly: Sába királynője – Asztarót
- Charles Gounod: Faust – Siebel
- Charles Gounod: Romeo és Júlia – Stefano
- Albert Grisar: Jó éjt, Pantalon úr – Colombina
- Engelbert Humperdinck: Jancsi és Juliska – Juliska; Altató manó
- Charles Lecocq: Angot asszony lánya – Babette
- Aimé Maillart: Villars dragonyosai – Georgette; Első leány
- Pietro Mascagni: Parasztbecsület – Lola
- Merkler Andor: Fanchon szerelme – Felicita
- Giacomo Meyerbeer: A hugenották – Urbain
- Giacomo Meyerbeer: A próféta – Első gyermek; Második gyermek
- Giacomo Meyerbeer: Észak csillaga – Natalia
- Giacomo Meyerbeer: Dinorah – Második pásztorfiú
- Giacomo Meyerbeer: Az afrikai nő – Anna
- Wolfgang Amadeus Mozart: Figaro lakodalma – Cherubino; Barbarina; Első leány
- Mozart: A varázsfuvola – Első fiú
- Otto Nicolai: A windsori víg nők – Reich Anna
- Jacques Offenbach: Eljegyzés lámpafénynél – Katalin
- Raimann Rudolf: Arden Énok – Alfréd
- Gioachino Rossini: Tell Vilmos – Gemmy
- Robert Schumann: Manfred – Első szellem
- Bedřich Smetana: Az eladott menyasszony – Esmeralda
- Ifj. Johann Strauss: A denevér – Ida
- Franz von Suppé: Tíz leány és egy férj sem – Almina
- Ambroise Thomas Mignon – Fridrik
- Giuseppe Verdi: A trubadúr – Inez
- Verdi: Rigoletto – Ceprano grófné; Apród
- Verdi: La Traviata – Flora Bervoix
- Verdi: Aida – Főpapnő
- Richard Wagner: Tannhäuser – Pásztorfiú
- Wagner: Lohengrin – Első apród
- Wagner: A walkür – Grimgerde
- Carl Maria von Weber: A bűvös vadász – Annuska
- Carl Zeller: A madarász – Postás Milka
- Zichy Géza: A vár története – A vár úrnőjének egyik huga
- Zichy Géza: Alár – Mámor